# Lena Häcki-Groß
Lena Häcki-Groß z d. Häcki (ur. 1 lipca 1995 w Engelbergu) – szwajcarska biathlonistka, trzykrotna medalistka mistrzostw świata juniorek.

## Kariera
Po raz pierwszy na arenie międzynarodowej pojawiła się w 2012 roku, startując na mistrzostwach świata juniorów w Kontiolahti, gdzie w kategorii juniorów młodszych zajęła między innymi 43. miejsce w sprincie i biegu pościgowym. Na rozgrywanych rok później mistrzostwach świata juniorów w Obertilliach zdobyła brązowy medal w sztafecie. Ponadto podczas mistrzostw świata juniorów w Cheile Grădiştei, gdzie zajmowała drugie miejsce w sprincie i biegu pościgowym. W zawodach Pucharu Świata w biathlonie zadebiutowała 12 grudnia 2014 roku w Hochfilzen, zajmując 89. miejsce w sprincie. Pierwsze pucharowe punkty wywalczyła 9 stycznia 2015 roku w Oberhofie, zajmując 30. miejsce w tej samej konkurencji. Na podium zawodów tego cyklu pierwszy raz stanęła 21 grudnia 2019 roku w Le Grand-Bornand, kończąc sprint na trzeciej pozycji. Wyprzedziły ją jedynie dwie Norweżki: Tiril Eckhoff i Ingrid Landmark Tandrevold.
W 2016 roku wystąpiła na mistrzostwach świata w Oslo, gdzie była między innymi szesnasta w sztafecie i 21. w sprincie. Dwa lata później wzięła udział w igrzyskach olimpijskich w Pjongczangu, w biegu pościgowym zajmując ósme miejsce. Razem z koleżankami z reprezentacji zajęła również szóste miejsce w sztafecie.
W 2022 roku wyszła za mąż, od tego momentu startuje pod nazwiskiem Häcki-Groß.

## Osiągnięcia

### Zimowe igrzyska olimpijskie
| Rok  | Miejscowość | Konkurencje | Konkurencje | Konkurencje | Konkurencje | Konkurencje | Konkurencje | Konkurencje |
| Rok  | Miejscowość | IN          | SP          | PU          | MS          | RL          | MR          | SR          |
| ---- | ----------- | ----------- | ----------- | ----------- | ----------- | ----------- | ----------- | ----------- |
| 2018 | Pjongczang  | 34.         | 26.         | 8.          | 23.         | 6.          | 13.         | nd.         |
| 2022 | Pekin       | 24.         | 23.         | 24.         | 16.         | dnf.        | 8.          | nd.         |

### Mistrzostwa świata
| Rok  | Miejscowość | Konkurencje | Konkurencje | Konkurencje | Konkurencje | Konkurencje | Konkurencje | Konkurencje |
| Rok  | Miejscowość | IN          | SP          | PU          | MS          | RL          | MR          | SR          |
| ---- | ----------- | ----------- | ----------- | ----------- | ----------- | ----------- | ----------- | ----------- |
| 2015 | Kontiolahti | 85.         | 28.         | 36.         | nd.         | 22.         | nd.         | nd.         |
| 2016 | Oslo        | 67.         | 21.         | 33.         | nd.         | 16.         | nd.         | nd.         |
| 2017 | Hochfilzen  | 85.         | 35.         | 48.         | –           | 13.         | 14.         | nd.         |
| 2019 | Östersund   | 11.         | 53.         | 14.         | 30.         | 13.         | 11.         | –           |
| 2020 | Anterselva  | 59.         | 63.         | –           | –           | 6.          | 10.         | 5.          |
| 2021 | Pokljuka    | 12.         | 7.          | 12.         | 15.         | 12.         | 10.         | –           |
| 2023 | Oberhof     | 9.          | 28.         | 33.         | 11.         | 8.          | 7.          | 12.         |
| 2024 | Nové Město  | 17.         | 66.         | –           | 24.         | 9.          | 4.          | 5.          |
| 2025 | Lenzerheide | 16.         | 4.          | 5.          | 21.         | 14.         | 6.          | –           |

### Mistrzostwa świata juniorów
| Rok  | Miejscowość      | Konkurencje | Konkurencje | Konkurencje | Konkurencje | Konkurencje | Konkurencje | Konkurencje |
| Rok  | Miejscowość      | IN          | SP          | PU          | MS          | RL          | MR          | SR          |
| ---- | ---------------- | ----------- | ----------- | ----------- | ----------- | ----------- | ----------- | ----------- |
| 2013 | Obertilliach     | 44.         | 62.         | nd.         | nd.         | 3.          | nd.         | nd.         |
| 2014 | Presque Isle     | nd.         | nd.         | nd.         | nd.         | 7.          | nd.         | nd.         |
| 2015 | Raubiczy         | 50.         | nd.         | 28.         | nd.         | 7.          | nd.         | nd.         |
| 2016 | Cheile Grădiştei | 8.          | 2.          | 2.          | nd.         | 13.         | nd.         | nd.         |

### Puchar Świata

#### Miejsca w klasyfikacji generalnej
| Sezon     | Miejsce |
| --------- | ------- |
| 2014/2015 | 61.     |
| 2015/2016 | 71.     |
| 2016/2017 | 32.     |
| 2017/2018 | 44.     |
| 2018/2019 | 25.     |
| 2019/2020 | 22.     |
| 2020/2021 | 27.     |
| 2021/2022 | 32.     |
| 2022/2023 | 19.     |
| 2023/2024 | 6.      |
| 2024/2025 | 19.     |

#### Miejsca na podium
| Lp. | Dzień       | Rok  | Miejscowość      | Konkurencja                | Lokata | Pudła   | Czas biegu | Strata | Zwycięzca      |
| --- | ----------- | ---- | ---------------- | -------------------------- | ------ | ------- | ---------- | ------ | -------------- |
| 1.  | 21 grudnia  | 2019 | Le Grand-Bornand | Bieg pościgowy na 10 km    | 3.     | 0+1+1+0 | 29:41,6    | +46,0  | Tiril Eckhoff  |
| 2.  | 9 grudnia   | 2023 | Hochfilzen       | Bieg pościgowy na 10 km    | 2.     | 0+0+1+0 | 29:44,6    | +11,2  | Elvira Öberg   |
| 3.  | 19 stycznia | 2024 | Rasen-Antholz    | Bieg indywidualny na 15 km | 1.     | 0+0+0+0 | 36:49,0    | –      | –              |
| 4.  | 21 stycznia | 2024 | Rasen-Antholz    | Bieg masowy na 12,5 km     | 3.     | 0+0+1+0 | 34:42,5    | +20,7  | Julia Simon    |
| 5.  | 2 marca     | 2024 | Oslo             | Bieg masowy na 12,5 km     | 1.     | 1+1+0+0 | 35:46,3    | –      | –              |
| 6.  | 14 marca    | 2024 | Canmore          | Sprint na 7,5 km           | 3.     | 0+0     | 19:46,8    | +8,6   | Lisa Vittozzi  |
| 7.  | 22 marca    | 2025 | Oslo             | Bieg pościgowy na 10 km    | 3.     | 1+0+1+0 | 30:16,9    | +24,2  | Lou Jeanmonnot |